# Casablanca West
Casablanca West war ein 1979 von Neil Bogart und Snuff Garrett in Nashville, Tennessee, gegründetes US-amerikanisches Sublabel von Casablanca Record & FilmWorks, das Country-Interpreten unter Vertrag nehmen und vermarkten sollte.

## Kurzlebiges Label
Trotz der bereits angespannten finanziellen Lage von Casablanca Records wurde Casablanca West ins Leben gerufen. Das Label veröffentlichte 1979 das Album Sexy Songs sowie die von Snuff Garrett produzierten Singles This Must be my Ship und Sexy Song von Carol Chase – dies sind die einzigen nachvollziehbaren Veröffentlichungen der Plattenfirma.
Das Etikett der Single zeigte das bekannte Casablanca-Logo mit der Kasbah, der Schriftzug wurde lediglich um das Wort „West“ ergänzt. In der Werbeanzeige zur Single This Must be my Ship war der Vordergrund des stilisierten Filmsets auf der rechten Seite um eine Kulisse ergänzt worden, die die Front eines typischen Westerngebäudes zeigte, vor der zwei Cowboys zu sehen waren. Zumindest die Promo-Single This Must be my Ship zeigt ebenfalls das Bild aus der Anzeige. Außerhalb der Vereinigten Staaten erschienen die Veröffentlichungen von Casablanca West aber mit dem Logo von Casablanca Record & FilmWorks.

## Diskographie
- This Must Be My Ship (Single); Casablanca West, 1979, CW 4501[3]
- Sexy Song (Single); Casablanca West, 1980, CW 4502[3]
- Sexy Songs (Album); Casablanca West, 1979, CWLP 6001[4]